# Preclusión
En el ámbito del derecho procesal, la preclusión se la considera como la pérdida, extinción o caducidad de una facultad o potestad procesal, por no haber sido ejercida a tiempo.
El fundamento de la preclusión se encuentra en el orden consecutivo del proceso, es decir, en la especial disposición en que se han de desarrollar los actos procesales.
Para algunos ese orden consecutivo es estrictamente legal. Para otros, aquel orden consecutivo, es jurídico, esto es, abierto a diversas fuentes, pero sometido al principio de legalidad.
También se precisa que el orden consecutivo del proceso requiere que sea correcto, es decir, que no se trate de cualquier orden el que se disponga en el proceso, sino de uno que esté fundamentado en razones o valores jurídicos propios de un Estado de Derecho.
Desde el punto de vista negativo, el orden consecutivo propende a evitar caer en imprecisiones en la discusión del proceso; y, a su vez, garantiza también, no caer en dilaciones indebidas (economía procesal).

## Historia
La idea de preclusión procesal fue contemporáneamente elaborada por Von Bülow, en su obra "Civilprozessualische Fiktionem und Warheiten", publicado en 1879, en el que se analizan ciertos casos preclusivos, siendo posteriormente desarrollada y sistematizada por la teoría italiana, muy particularmente, por D'Onofrio y Chiovenda, quienes le han dado la fisionomía a la figura que actualmente reconocemos como tal. Es a este último que se debe su nombre, el que fue tomado de las fuentes de la "poena preclusi" del Ius commune (Derecho común).
Las raíces de la preclusión, sin embargo, se pueden rastrear ya desde la literatura jurídica medieval, referida a los tiempos de los procesos judiciales. En el s. XII se pueden encontrar juristas tales como Juan Bassiano, Pilio de Módena, Búlgaro de Bolonia, Otón de Pavía y Pedro Hispano.

## Sujetos afectados
En principio, la preclusión es pro parte, es decir, cercena o extingue las facultades procesales de las partes del proceso: demandante, demandado, tercerista, querellante, acusado, recurrente, etc.
Con respecto a la posibilidad de una preclusión pro iudicato, se entiende que, por ejemplo, los plazos, no están puestos de manera extintiva contra los jueces. Sin embargo, dada la posibilidad de afectación de parte de los jueces a los valores protegidos por el Derecho, se han establecido situaciones preclusivas dirigidas a las potestades jurisdiccionales de los magistrados. Esta a su vez puede ser refleja o directa.

## Tipos de preclusión
Se han identificado dos tipos de preclusiones: una absoluta y otra relativa.
La preclusión absoluta opera extinguiendo la opción de ejecutar un acto para toda y cualesquier situación que se dé dentro de un proceso.
La preclusión relativa, en cambio, solo opera en determinados momentos, entregando al Derecho la opción de volver o continuar con el acto en otra oportunidad procesal del mismo proceso.

## Supuestos de preclusión
Tres son los supuestos de preclusión:
- Preclusión por inoportunidad;
- Preclusión por incompatibilidad;
- Preclusión por consumición.

La preclusión por falta de oportunidad, se refiere a la situación en que el acto o defensa se realiza fuera del plazo o término establecido. Algunas legislaciones presentan la distinción entre plazos y/o términos legales y judiciales, en donde los primeros producen una preclusión automática, mientras que los segundos requieren un especial acto de constitución de la preclusión.
La preclusión por incompatibilidad, se refiere a la situación en que un acto o defensa se produce o evacua junto con otro, pero en que ambos no pueden ser sostenidos al mismo tiempo. Por ejemplo, cuando se presenta una reposición y una apelación al mismo tiempo y ambos recursos son interpuestos de manera simplemente conjunta, atacando a la vez el mismo acto. Para algunos el problema es uno estrictamente lógico, mientras que para otros se trata de una cuestión pragmático-lógica. Para el único efecto de evitar la incompatibilidad, el Derecho presenta el instrumento de la cláusula en subsidio o de eventualidad que establece una priorización de análisis en los recursos o instrumentos usados.
La preclusión por consumición, se refiere a que si alguien ha usado de un instrumento o recurso, entonces este se entiende extinguido. Por ejemplo, si el actor apela en contra de la sentencia definitiva, entonces este no podrá volver a apelar en contra de la misma.

## Regulación por país

### Jurisprudencia mexicana
"[J]; 9a. Época; 1a. Sala; S.J.F. y su Gaceta; Tomo XV, Abril de 2002; Pág. 314
PRECLUSIÓN. ES UNA FIGURA JURÍDICA QUE EXTINGUE O CONSUMA LA OPORTUNIDAD PROCESAL DE REALIZAR UN ACTO.
La preclusión es uno de los principios que rigen el proceso y se funda en el hecho de que las diversas etapas del proceso se desarrollan en forma sucesiva, mediante la clausura definitiva de cada una de ellas, impidiéndose el regreso a momentos procesales ya extinguidos y consumados, esto es, en virtud del principio de la preclusión, extinguida o consumada la oportunidad procesal para realizar un acto, este ya no podrá ejecutarse nuevamente. Además doctrinariamente, la preclusión se define generalmente como la pérdida, extinción o consumación de una facultad procesal, que resulta normalmente, de tres situaciones: a) de no haber observado el orden u oportunidad dada por la ley para la realización de un acto; b) de haber cumplido una actividad incompatible con el ejercicio de otra; y c) de haber ejercitado ya una vez, válidamente, esa facultad (consumación propiamente dicha). Estas tres posibilidades significan que la mencionada institución no es, en verdad, única y distinta, sino más bien una circunstancia atinente a la misma estructura del juicio.
PRIMERA SALA
Amparo directo 4398/87. Agustín González Godínez y otra. 15 de diciembre de 1987. Cinco votos. Ponente: Mariano Azuela Güitrón. Secretaria: María Estela Ferrer Mac Gregor Poisot.
Inconformidad 60/2000. Contralor General del Distrito Federal. 26 de abril de 2000. Cinco votos. Ponente: Juan N. Silva Meza. Secretario: Roberto Javier Sánchez Rosas.
Inconformidad 339/99. Fausto Rafael Pérez Rosas. 17 de mayo de 2000. Cinco votos. Ponente: Juventino V. Castro y Castro. Secretario: Roberto Javier Sánchez Rosas.
Reclamación 2/2000. Luis Ignacio Ayala Medina Mora y otra. 17 de noviembre de 2000. Unanimidad de cuatro votos. Ausente: Juventino V. Castro y Castro. Ponente: Juan N. Silva Meza. Secretario: Manuel González Díaz.
Contradicción de tesis 92/2000-PS. Entre las sustentadas por los Tribunales Colegiados Segundo, Tercero, Séptimo y Décimo Segundo, todos en Materia Civil del Primer Circuito. 19 de septiembre de 2001. Mayoría de cuatro votos. Disidente: Juventino V. Castro y Castro. Ponente: Olga Sánchez Cordero de García Villegas. Secretario: Heriberto Pérez Reyes.

Tesis de jurisprudencia 21/2002. Aprobada por la Primera Sala de este Alto Tribunal, en sesión de veinte de marzo de dos mil dos, por unanimidad de cinco votos de los señores Ministros: presidente Juan N. Silva Meza, Juventino V. Castro y Castro, Humberto Román Palacios, José de Jesús Gudiño Pelayo y Olga Sánchez Cordero de García Villegas."

		Esta jurisprudencia se refiere a que se violaría el principio de preclusión, en caso de que se tomaran en cuenta pruebas por parte del juzgador, que fueron ofrecidas en una etapa procesal anterior a la que se encuentra, y estas no se actualizaron para esta, por parte del actor u ofendido.